# 황보항
황보항(皇甫抗, ? ~ ?)은 고려의 문신이다. 자는 약수(若水), 본관은 영천이다.

## 주요 사항
1176년(명종 6년)에 과거에 급제했다.
충주(忠州: 현 충청북도 충주시)에서 서기(書記)를 지낸 적이 있다.
임춘과 교유가 깊었다. 그가 과거에 급제하자 임춘이 축하해 주었고, 임춘이 병이 들었을 때 병문안을 가기도 했다. 임춘은 그를 "학식이 넓고 뜻은 한 결 같고 기억력이 강하고 문장이 호방하며, 정직하기는 거문고의 줄과 같고 청렴하기는 갑 속의 거울과 같았다."라고 평가했다.
《보한집》에 시 한 수가 전하며, 악장(樂章)에도 능통했다.
이인로·오세재·임춘·함순·이담지·조통 등과 사귀면서 시작(詩作)과 술로 세월을 보냈다. 이들은 당시 중국 진(晉)나라의 죽림칠현에 견준 강좌칠현으로 알려져 있다.

## 참고 자료
- 《고려사》
- 《서하집》
- 《보한집》
- 《동국이상국집》